# Фенетилін
Фенетилін (МНН: phenethylline, також відомий як амфетаміноетилтеофілін та амфетилін)  — це хімічна сполука амфетаміну та теофіліну, що діє як співлік (група проліків) до обох препаратів. Вона випускалась як психостимулятор під торговими назвами Каптагон (Captagon), Біокаптон (Biocapton) та Фіттон (Fitton).

## Історія
Фенетилін був вперше синтезований німецькою компанією Degussa AG (на даний момент це частина Evonik Industries) у 1961 і використовувався близько 25 років як легка альтернатива амфетаміну та подібним препаратам. Його також застосовували для лікування  «гіперкінетичних дітей» (що тепер би називалось синдромом дефіциту уваги і гіперактивності) та, значно рідше, для нарколепсії та депресії. Однією з головних переваг фенетиліну було те, що він не піднімає артеріальний тиск до таких рівнів як амфетамін, тому може застосовуватись у пацієнтів із захворюваннями серцево-судинної системи.
Вважалось, що фенетилін мав менше побічної дії та менше викликав звикання, ніж амфетамін.
Проте, фенетилін був у 1981 році включений до списку режимних та контрольованих речовин у США. Він був заборонений у більшості країн після того, як у 1986 увійшов до списку ВООЗ у Конвенції про боротьбу проти незаконного обігу наркотичних засобів і психотропних речовин. В Україні препарат заборонений.

## Фармакологія
Фенетилін в організмі метаболізує у два препарати: амфетамін (24,5 % дози, прийнятої перорально) та теофілін (13,7 % пероральної дози), кожен з яких є активним стимулятором. Фізіологічні ефекти фенетиліну є результатом комбінації усіх трьох препаратів.

## Зловживання
Зловживання фенетиліном під брендовою назвою Каптагон найчастіше спостерігається у арабських країнах, де він та його фальсифікати досі доступні, незважаючи на заборони.
Багато з цих фальсифікатів «Каптагону» містять інші похідні амфетаміну, які легше виробляти. Проте їх виготовляють так, аби вони виглядали як таблетки Каптагону. Деякі фальсифікати Каптагону усе ж містять фенетилін, що вказує на те, що відбувається незаконне вироблення препарату.
Фенетилін — популярний наркотик, що використовується незаконними формування у Сирії. Він виготовляється місцево. Згідно з деякими даними, вони також експортують препарат в обмін на зброю та готівку.